# Theodor Innitzer
Theodor Innitzer, né le 25 décembre 1875 à Neugeschrei, près de Weipert, dans les Sudètes (royaume de Bohême), décédé le 9 octobre 1955 à Vienne, était un homme d’Église autrichien, archevêque de Vienne de 1932 à 1955, et cardinal.

## Biographie

### Jeunesse
Theodor Innitzer est fils d’ouvrier. Après l’école primaire, il est embauché comme apprenti dans une usine textile. Mais le doyen de sa paroisse lui permet de poursuivre sa scolarité et de faire des études secondaires au lycée d'État (Staatsgymnasium) de Kadaň.

### Prêtre

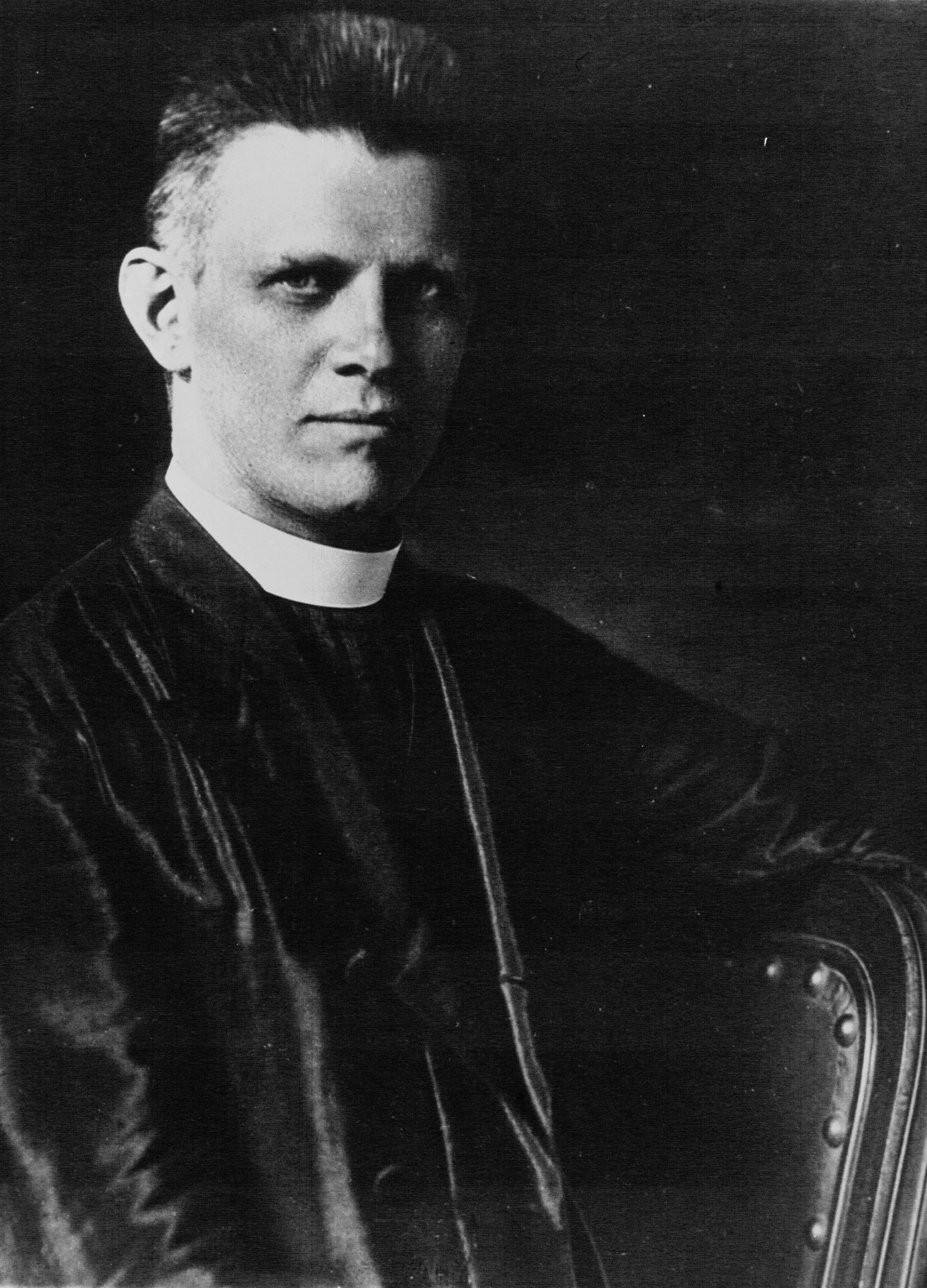
L'abbé Innitzer.

En 1898, il entre au séminaire à Vienne ; il est ordonné prêtre le 25 juillet 1902. Il obtient son doctorat de théologie à l'Université de Vienne en 1906, où il est nommé en 1911 professeur en exégèse du Nouveau Testament. En 1928-1929, il est recteur de l’Université, puis, en 1929-1930, ministre des affaires sociales au sein du troisième gouvernement du chancelier Johann Schober.

### Archevêque et cardinal
En 1932, il est nommé archevêque de Vienne par le pape Pie XI. De 1932 à 1949, il est en outre administrateur apostolique du Burgenland.
Au consistoire du 13 mars 1933, il est créé cardinal, avec le titre de cardinal-prêtre de Saint-Chrysogone. La même année, il fonde le musée diocésain de la cathédrale de Vienne.

## Positions
Theodor Innitzer est une figure controversée de l’histoire de l'Autriche au XXe siècle, principalement en raison de ses prises de position politiques sous l'Anschluss.
En effet, dès 1934, son engagement politique se concrétise par le soutien qu'il apporte à la « dictature », qualifiée de fasciste par leurs opposants communistes, des chanceliers Engelbert Dollfuss et Kurt von Schuschnigg qui fondent leurs politiques économiques et sociales sur la doctrine sociale de l'Église catholique.
Mais surtout, en 1938, le cardinal Innitzer soutient publiquement l’Anschluss, l’annexion de l’Autriche au Troisième Reich par crainte du bolchevisme soviétique :
« Ceux qui ont charge d’âmes et les fidèles, se rangeront sans condition derrière le grand État allemand et le Führer, car la lutte historique contre la criminelle illusion du bolchevisme et pour la sécurité de la vie allemande, pour le travail et le pain, pour la puissance et l’honneur du Reich et pour l’unité de la nation allemande est visiblement accompagnée de la bénédiction de la Providence. »
Une grande partie des églises autrichiennes furent immédiatement pavoisées de croix gammées.
Dès le 15 mars 1938, Mgr Innitzer rencontre personnellement Hitler lorsque celui-ci vient à Vienne, et le 18 mars, avec les autres évêques autrichiens, signe une déclaration rédigée par le Gauleiter Bürckel favorable à l’Anschluss, ajoutant de sa main la formule « Heil Hitler ! ».
Le 27 mars suivant, cette déclaration collective de l’épiscopat d’Autriche est lue « dans toutes les Églises du territoire autrichien » :
« (...) Nous reconnaissons avec joie que le mouvement national-socialiste a fait et fait encore œuvre éminente dans le domaine de la construction nationale et économique comme aussi dans le domaine de la politique sociale pour le Reich et la nation allemande, et notamment pour les couches les plus pauvres de la population... Au jour du plébiscite, il va sans dire que c’est pour nous un devoir national, en tant qu’Allemands, de nous déclarer pour le Reich allemand, et nous attendons également de tous les chrétiens croyants qu’ils sauront ce qu’ils doivent à leur nation. ».
Aussitôt, à Rome, Radio Vatican dénonce la diffusion de ce texte ; le pape Pie XI et le cardinal Pacelli convoquent Mgr Innitzer au Vatican et lui demandent de s’expliquer devant eux. Le 6 avril, avant de rencontrer le pape, Mgr Innitzer s’entretient avec le cardinal Pacelli qui lui ordonne de rédiger un document, au nom de tous les évêques d’Autriche, à paraître dans l’Osservatore Romano, affirmant que :
« La déclaration solennelle des évêques autrichiens [...] n’avait pas pour but d’être une approbation de quelque chose qui est incompatible avec la loi de Dieu », et précisant également que cette première déclaration avait été faite sans l’accord de Rome.
Pendant les mois qui suivent, les Allemands abrogent le régime concordataire autrichien et interdisent les organisations et journaux dépendant de l'Église catholique. En signe de protestation, le 7 octobre 1938, à l’appel du cardinal Innitzer, des milliers de jeunes gens viennent se rassembler pour prier et méditer dans la cathédrale Saint-Étienne de Vienne. Dans son sermon, le cardinal affirme alors : « Il n’y a qu’un seul guide (Führer en allemand) : Jésus Christ. » Le lendemain, une centaine de nazis envahissent et saccagent la résidence de l’archevêque. Il participe au conclave de 1939 qui élit pape le cardinal Pacelli. Celui-ci prend le nom de Pie XII.
Les relations ambiguës entre le cardinal Innitzer et le début du régime nazi suscitèrent de nombreuses critiques après la Seconde Guerre mondiale.
Décédé en 1955, le corps de l'archevêque repose dans la crypte de la cathédrale Saint-Étienne de Vienne.

## Succession apostolique
Theodor Innitzer a ordonné les évêques suivants :
- Évêque Hermann Schoppelrey (de), S.V.D. (1934)
- Archevêque Mesrop Habozian (de), C.M.Vd. (1942)
- Évêque Franz Sales Zauner (de) (1949)
- Archevêque Franz Jachym (de) (1950)
- Archevêque Josef Schoiswohl (de) (1951)

### Œuvres de Theodor Innitzer
- Johannes der Täufer. Nach der heiligen Schrift und der Tradition dargest. von Theodor Innitzer, Mayer, Wien, 1908.
- Kommentar zum Evangelium des heil. Lukas mit Ausschluß der Leidensgeschichte. (Von Franz Xaver Pölzl. 2. umgearb. Aufl. bes. von Theodor Innitzer.) Graz u. Wien 1912
- Hofrat Dr. Fr. X. Pölzl, Styria, Graz, 1915.
- Kommentar zum Evangelium des heiligen Markus mit Ausschluß der Leidensgeschichte. (Begründet von Franz Xaver Pölzl. 3. umgearb. Aufl. bes. von Theodor Innitzer.) Graz u. Wien 1916.
- Kurzgefaßter Kommentar (Commentar) zu den vier heiligen Evangelien. (Begründet von Franz Xaver Poelzl fortgesetzt von Theodor Innitzer. 4 verb. Aufl.) Graz 1928
- Die Religion der Erde in Einzeldarstellungen, (Gemeinsam mit Fritz Wilke.), Leipzig u. Wien, 1929.
- Das Heilige Jahr und der Friede In Hoffmann, Hermann: Die Kirche und der Friede, 1933.
- Er ist auferstanden! Bilder v. Josef v. Führich. Erklärung v. Theodor Innitzer. Bernina, Wien, 1949.
- Glaubensbrief. Herder, Wien 1939-40
- Was tun wir selbst? Kardinal-Erzbischof Theodor Innitzer u. Erzbischof-Koadjutor Franz Jachym rufen zur Hilfe f. junge Familien. Kath. Familienwerk d. Erzdiözese Wien, Wien 1951